# 洛克伍德 (加利福尼亞州)
洛克伍德（英語：Lockwood）是位於美國加利福尼亞州蒙特雷縣的一個人口普查指定地區。

## 地理
洛克伍德的座標為35°56′39″N 121°05′00″W / 35.94417°N 121.08333°W，而該地最高點為海拔高度296米（即971英尺）。

## 人口
根據2010年美國人口普查的數據，洛克伍德的面積為28.250平方千米，當中陸地面積為28.162平方千米，而水域面積為0.088平方千米。當地共有人口379人，而人口密度為每平方千米13人。